# Jean-Claude Vannier
Jean-Claude Vannier (Courbevoie, 1943) è un compositore, arrangiatore e musicista francese.
Noto principalmente per aver musicato Histoire de Melody Nelson (1971), per molti il capolavoro di Serge Gainsbourg, Vannier ha anche fatto parlare di sé per la fitta schiera di artisti dei quali ha composto e arrangiato le musiche fra cui Johnny Hallyday, Jane Birkin e Françoise Hardy. Vannier ha inoltre intrapreso una carriera solista dapprima come artista d'avanguardia e poi come più tradizionale cantautore e interprete. Ha inoltre inciso un corposo numero di colonne sonore per film e serie televisive.

## Biografia
Nato a Courbevoie nel 1943, Jean-Claude Vannier iniziò a studiare pianoforte all'età di 18 anni e imparò ad arrangiare le orchestrazioni da autodidatta, leggendo una serie di manuali. Iniziò la sua attività negli anni sessanta, periodo in cui arrangiò l'album di Brigitte Fontaine Brigitte Fontaine est... folle ! del 1968. Due anni più tardi, Vannier incise per Serge Gainsbourg le musiche del suo Histoire de Melody Nelson, album dalle contaminazioni funky e dagli arrangiamenti eleganti che avrebbe ispirato i Massive Attack, i Pulp, Beck, i Broadcast, gli Air e Tricky. Nel 1972 esordì da solista con l'album L'Enfant Assassin des Mouches, autoprodotto e originariamente pubblicato in sole cento copie. Il disco, interamente strumentale, porta alle estreme conseguenze i tessuti sonori adottati in Historie de Melodie Nelson fondendo "schegge di musique concrète, allucinazioni prog rock, carillon felliniani, miraggi mediorientali, cori alla Atom Heart Mother e idilli pastorali". Negli anni settanta l'artista divenne uno degli arrangiatori più apprezzati della musica pop francese, collaborando fra gli altri con Jane Birkin, di cui comporrà un paio di tracce per il suo Di Doo Dah (1973). Nel 1999 Vannier collaborò in un album spoken word dello scrittore Michel Houellebecq mentre, nel 2011, condusse la Hollywood Bowl Orchestra durante un concerto in onore di Serge Gainsbourg a cui presero parte Beck, Mike Patton e i Grizzly Bear. Nel 2015 l'artista francese compose le musiche di Microbo & Gasolina di Michel Gondry. La colonna sonora di quella pellicola si candidò al ventunesimo Premio Lumiére.

## Discografia

### Album in studio
- 1972 – L'Enfant assassin des mouches
- 1974 – L'orchestre de Jean-Claude Vannier interprète les musiques de Georges Brassens
- 1975 – Jean-Claude Vannier
- 1976 – Des coups de poing dans la gueule
- 1980 – Pauvre muezzin
- 1981 – Jean-Claude Vannier
- 1985 – Public chéri je t'aime
- 1990 – Pleurez pas les filles
- 2005 – En public & Fait à la maison

### Colonne sonore (parziale)

#### Cinema
- 1969 – Qu'est-ce qui fait courir les crocodiles?
- 1969 – Paris n'existe pas
- 1973 – Projection privée
- 1974 – Les Guichets du Louvre
- 1977 – La Nuit, tous les chats sont gris
- 1985 – L'amour propre ne le reste jamais longtemps
- 1988 – Ada dans la jungle
- 1989 – Comédie d'été
- 1989 – Bienvenue à bord
- 1993 – Je m'appelle Victor
- 1995 – La Poudre aux yeux
- 2001 – La Tour Montparnasse infernale
- 2002 – Sauvage innocence
- 2003 – Les Amants réguliers
- 2004 – Aux abois
- 2008 – Leur morale... et la nôtre
- 2015 – Microbe & Gasoline

#### Televisione
- 1994 – Personne ne m'aime
- 1994 – Que le jour aille au diable
- 1995 – La Belle de Fontenay
- 1998 – La Clé des champs
- 1998 – Les coquelicots sont revenus
- 1999 – Dessine-moi un jouet
- 2000 – Sa mère, la pute
- 2001 – Le Baptême du boiteux
- 2002 – Le Champ Dolent, le roman de la Terre